# Narcy (Nièvre)
Narcy és un municipi francès, situat al departament del Nièvre i a la regió de Borgonya - Franc Comtat. L'any 2007 tenia 510 habitants.

## Demografia

### Població
El 2007 la població de fet de Narcy era de 510 persones. Hi havia 210 famílies, de les quals 60 eren unipersonals (26 homes vivint sols i 34 dones vivint soles), 64 parelles sense fills, 71 parelles amb fills i 15 famílies monoparentals amb fills.
La població ha evolucionat segons el següent gràfic:
Habitants censats

### Habitatges
El 2007 hi havia 315 habitatges, 211 eren l'habitatge principal de la família, 64 eren segones residències i 39 estaven desocupats. 296 eren cases i 11 eren apartaments. Dels 211 habitatges principals, 175 estaven ocupats pels seus propietaris, 33 estaven llogats i ocupats pels llogaters i 4 estaven cedits a títol gratuït; 6 tenien una cambra, 17 en tenien dues, 32 en tenien tres, 50 en tenien quatre i 107 en tenien cinc o més. 167 habitatges disposaven pel capbaix d'una plaça de pàrquing. A 83 habitatges hi havia un automòbil i a 106 n'hi havia dos o més.

### Piràmide de població
La piràmide de població per edats i sexe el 2009 era:
| Homes | Edats   | Dones |
| ----- | ------- | ----- |
| 0     | 95 o +  | 0     |
| 0     | 90 a 94 | 0     |
| 0     | 85 a 89 | 0     |
| 0     | 80 a 84 | 0     |
| 0     | 75 a 79 | 8     |
| 8     | 70 a 74 | 8     |
| 8     | 65 a 69 | 4     |
| 0     | 60 a 64 | 8     |
| 8     | 55 a 59 | 0     |
| 4     | 50 a 54 | 0     |
| 0     | 45 a 49 | 8     |
| 4     | 40 a 44 | 0     |
| 0     | 35 a 39 | 4     |
| 4     | 30 a 34 | 8     |
| 4     | 25 a 29 | 0     |
| 4     | 20 a 24 | 0     |
| 0     | 15 a 19 | 0     |
| 8     | 10 a 14 | 0     |
| 4     | 5 a 9   | 0     |
| 0     | 0 a 4   | 4     |

## Economia
El 2007 la població en edat de treballar era de 311 persones, 236 eren actives i 75 eren inactives. De les 236 persones actives 212 estaven ocupades (112 homes i 100 dones) i 24 estaven aturades (9 homes i 15 dones). De les 75 persones inactives 27 estaven jubilades, 26 estaven estudiant i 22 estaven classificades com a «altres inactius».

### Ingressos
El 2009 a Narcy hi havia 220 unitats fiscals que integraven 536 persones, la mediana anual d'ingressos fiscals per persona era de 16.736 €.

### Activitats econòmiques
Dels 19 establiments que hi havia el 2007, 2 eren d'empreses alimentàries, 8 d'empreses de construcció, 3 d'empreses de comerç i reparació d'automòbils, 3 d'empreses d'hostatgeria i restauració, 1 d'una empresa d'informació i comunicació, 1 d'una empresa immobiliària i 1 d'una empresa de serveis.
Dels 12 establiments de servei als particulars que hi havia el 2009, 1 era un taller de reparació d'automòbils i de material agrícola, 5 fusteries, 2 lampisteries, 1 electricista, 2 restaurants i 1 agència immobiliària.
L'únic establiment comercial que hi havia el 2009 era una fleca.
L'any 2000 a Narcy hi havia 13 explotacions agrícoles que ocupaven un total de 1.610 hectàrees.

## Equipaments sanitaris i escolars
El 2009 hi havia una escola elemental integrada dins d'un grup escolar amb les comunes properes formant una escola dispersa.

## Poblacions més properes
El següent diagrama mostra les poblacions més properes.